# Vienna (Nyugat-Virginia)
Vienna város az Amerikai Egyesült Államok Nyugat-Virginia államában, Wood megyében. Lakosainak száma 10 652 fő (2020. április 1.).

## Népesség
A település népességének változása:

| 2010 | 10 749 |
| 2020 | 10 652 |